# Jogos Olímpicos de Verão de 1924
Jogos Olímpicos de Verão de 1924 (em francês: Jeux olympiques d'été de 1924), oficialmente Jogos da VIII Olimpíada, foram os Jogos Olímpicos realizados em Paris, França, entre 4 de maio e 27 de julho, com a participação de 3 089 atletas, entre eles 135 mulheres, representando 44 países, um recorde até então, para felicidade e glória de Pierre de Coubertin, que via os Jogos voltarem à sua terra natal, após vinte anos, bastante revigorados, com a presença de mil jornalistas e a primeira transmissão radiofônica das provas. Estes foram os últimos Jogos organizados sob a presidência do Barão de Coubertin.

## História dos jogos

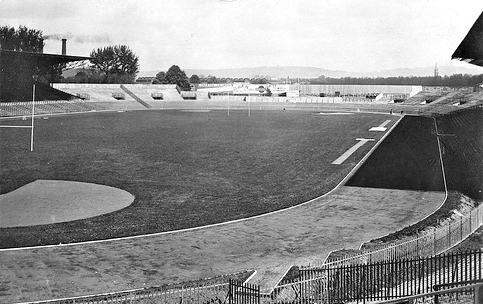
O Estádio Olímpico de Colombes

Ao contrário dos primeiros e fracassados Jogos de Paris, em 1900, os organizadores prepararam um suntuoso complexo olímpico para hospedar os diversos esportes, em particular o confortável e moderno Estádio Olímpico de Colombes (Yves-du-Manoir), com capacidade para 60 mil pessoas, onde os nomes dos campeões olímpicos destes Jogos foram gravados em mármore nas suas paredes. Foi também a primeira vez que os atletas se instalaram numa pequena vila olímpica, formada de várias pequenas casas de madeira.
Nesta edição dos Jogos, pela primeira vez foi usado o lema olímpico Citius, Altius, Fortius ou, mais rápido, mais alto, mais forte, cunhado em latim por um monge francês, Frei Henri Didon, e as três bandeiras, olímpica, do país anfitrião, e do próximo país a receber os jogos hasteadas lado a lado na cerimônia de encerramento.
O Juramento do Atleta, já tradicional e obrigatório, foi lido pelo atleta Georges André e os Jogos foram abertos pelo presidente francês Gaston Doumergue.

## Fatos e destaques
A prova dos 100 metros rasos foi ganha por um britânico, Harold Abrahams, pondo fim a uma longa invencibilidade norte-americana na mais popular das provas do atletismo. A história desta prova e de seu campeão foi levada aos cinemas em 1981 no filme Chariots of Fire (Momentos de Glória em Portugal e Carruagens de Fogo no Brasil), que conquistou quatro Óscars, entre eles o de melhor filme, e transformou a música tema, do grego Vangelis, no hino de todos os corredores do mundo.

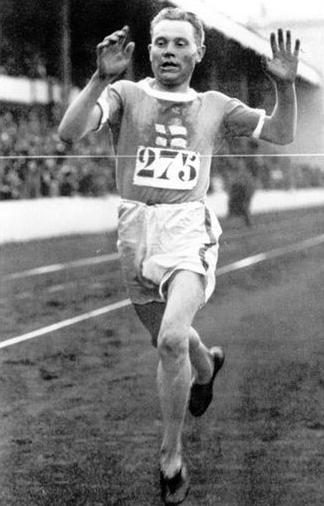
Paavo Nurmi

Paavo Nurmi, o fantástico corredor finlandês conhecido como Homem-Relógio, por ter o costume de correr com um relógio na mão controlando o tempo de cada uma de suas voltas, conquistou cinco medalhas de ouro no atletismo, somando um total de oito com as ganhas anteriormente nos Jogos de Antuérpia. Nurmi conseguiu a façanha de vencer os 1500 metros e os 5000 metros no mesmo dia, com 55 minutos de diferença entre as provas. A brigada finlandesa liderada por ele, que contava ainda, entre outros, com seu arquirrival Ville Ritola e Albin Stenroos, ganhou a medalha de ouro em todas as provas de corrida de meio fundo e fundo, dos 1500 m à maratona.
O estudante norte-americano Johnny Weissmuller, de 20 anos, conquistou três medalhas de ouro na natação e uma de bronze no polo aquático. Anos depois, se tornaria um dos maiores astros de cinema do mundo e ícone de uma geração, ao fazer o papel de Tarzan em doze filmes de Hollywood.
A seleção uruguaia de futebol recebeu nestes Jogos o apelido que a acompanharia por toda a vida, Celeste Olímpica, pela cor azul de sua camisa e pela medalha de ouro no torneio de futebol. Como curiosidade, um de seus atacantes chamava-se El Manco Castro, mas era maneta. Após conquistar o bicampeonato olímpico nos jogos seguintes, em Amsterdã – que acabou lhe dando o direito de sediar a primeira Copa do Mundo em 1930 - nunca mais o Uruguai ganharia uma medalha de ouro nos Jogos Olímpicos.
O tênis teve sua última participação em Paris, retornando aos Jogos apenas em 1988, 64 anos mais tarde, em Seul.
Portugal ganhou sua primeira medalha olímpica em Paris, bronze por equipes, no hipismo.

## Modalidades disputadas
| - Atletismo - Boxe - Ciclismo - Esgrima - Futebol | - Ginástica - Halterofilismo - Hipismo - Natação - Pentatlo moderno | - Pólo - Pólo aquático - Remo - Rugby - Saltos ornamentais | - Tênis - Tiro - Vela - Lutas |

## Países participantes

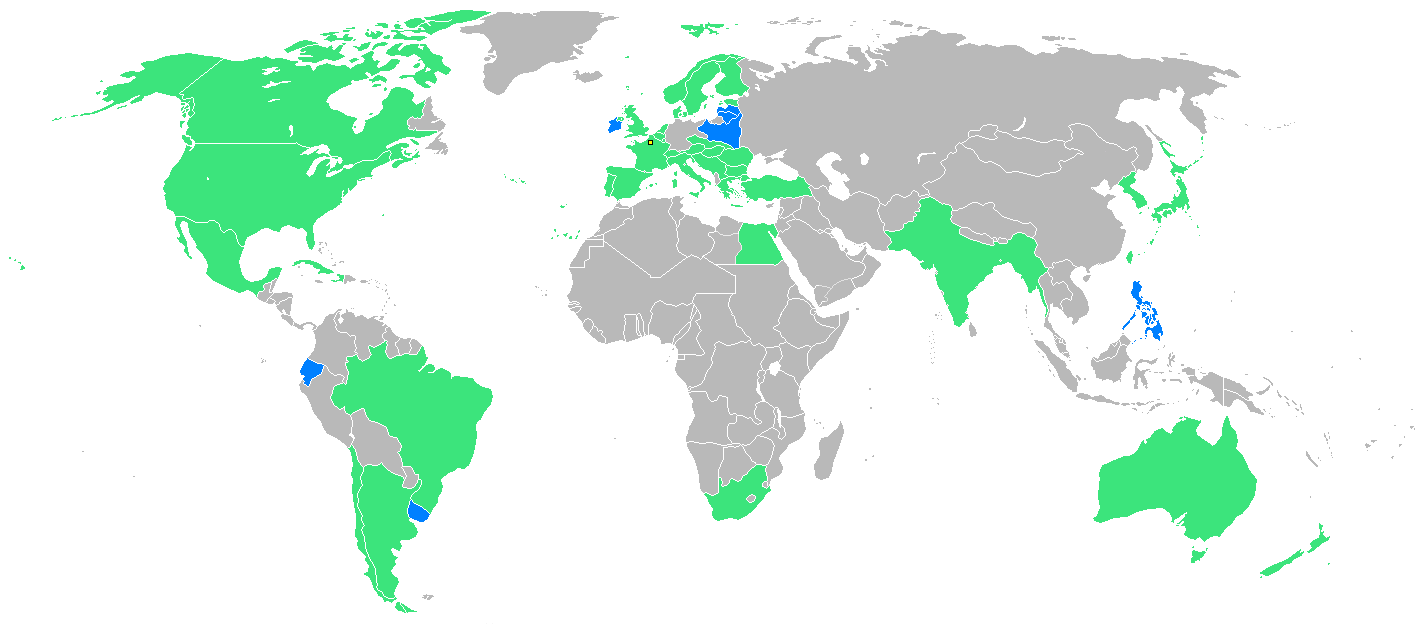
Participantes dos Jogos Olímpicos em 1924, com as nações estreantes em azul

Um total de 44 nações foram representadas em Paris, sendo que cinco delas apareceram pela primeira vez em Olimpíadas: Equador, Filipinas, Irlanda, Lituânia e Uruguai. Letônia e Polônia também competiram pela primeira vez em uma edição de verão, mas haviam estreado nos primeiros Jogos Olímpicos de Inverno, em Chamonix.
A Alemanha não foi convidada pelo comitê organizador ainda por conta da Primeira Guerra Mundial e a China chegou a participar da cerimônia de abertura, mas nenhum de seus atletas competiram.
Na lista abaixo, o número entre parênteses indica o número de atletas por cada nação nos Jogos:
- RSA África do Sul (30)
- ARG Argentina (77)
- AUS Austrália (36)
- AUT Áustria (49)
- BEL Bélgica (172)
- BRA Brasil (12)
- BUL Bulgária (24)
- CAN Canadá (65)
- TCH Checoslováquia (70)
- CHI Chile (11)
- CUB Cuba (9)
- DEN Dinamarca (89)
- EGY Egito (33)
- ECU Equador (3)
- ESP Espanha (129)
- USA Estados Unidos (299)
- EST Estônia (44)
- PHI Filipinas (1)
- FIN Finlândia (90)
- FRA França (401)
- GBR Grã-Bretanha (267)
- GRE Grécia (26)
- HAI Haiti (8)
- HUN Hungria (89)
- IND Índia (7)
- IRL Irlanda (39)
- ITA Itália (200)
- YUG Iugoslávia (37)
- JPN Japão (9)
- LAT Letônia (41)
- LTU Lituânia (13)
- LUX Luxemburgo (22)
- MEX México (13)
- MON Mônaco (7)
- NOR Noruega (62)
- NZL Nova Zelândia (4)
- NED Países Baixos (153)
- POL Polônia (65)
- POR Portugal (30)
- ROU Romênia (51)
- SWE Suécia (108)
- SUI Suíça (75)
- TUR Turquia (31)
- URU Uruguai (31)

## Quadro de medalhas
| Ordem | País               | Medalha de ouro | Medalha de prata | Medalha de bronze |    |
| ----- | ------------------ | --------------- | ---------------- | ----------------- | -- |
| 1     | USA Estados Unidos | 45              | 27               | 27                | 99 |
| 2     | FIN Finlândia      | 14              | 13               | 10                | 37 |
| 3     | FRA França         | 13              | 15               | 10                | 38 |
| 4     | GBR Grã-Bretanha   | 9               | 13               | 12                | 34 |
| 5     | ITA Itália         | 8               | 3                | 5                 | 16 |